# 冬の蠅
『冬の蠅』（ふゆのはえ）は、梶井基次郎の短編小説。序章と3章から成る。渓間の温泉地での療養生活の冬の季節、部屋の中に棲みついている蠅たちを観察する「私」の物語。好転しない病と将来への不安で、焦燥と倦怠の日々を送っていた伊豆湯ヶ島での2度目の冬を題材に、日向の中での欺瞞の安逸と、極寒の絶望と緊張の中での戦慄との相剋の心境が綴られている。数日間の彷徨の間に死んだ冬の蠅の運命から、人間の意志を超えた気まぐれな条件に命運が委ねられている世界に気づく新たな認識までを描いた作品である。基次郎の代表作の中でも評価が高く、近代日本文学の中でも名作の一つとして数えられている。

## 発表経過
1928年（昭和3年）5月発行の雑誌『創作月刊』5月号に掲載された。その後、基次郎の死の前年の1931年（昭和6年）5月15日に武蔵野書院より刊行の作品集『檸檬』に収録された。同書には他に17編の短編が収録されている。
翻訳版は、Robert Allan Ulmer、Stephen Dodd訳による英語（英題：Flies of Winter"、または "Winter Flies）、Jean-Pierre Giraud & Sumitani Hirobumi訳によるフランス語（仏題：Mouches hivernales）、Stefan Wundt訳によるドイツ語（独題：Fliegen im Winter）で出版されている。

## あらすじ
渓間にある温泉宿に長期滞在している「私」は、冬の季節、10時頃からようやく窓に差し込む光で日光浴を始めていた。開けた窓からは、光点のように飛び交う虻や蜂や、渓の岸から岸へと糸に乗って渡る蜘蛛などが見え、冬でも昆虫は活動していた。
「私」が半裸で日光浴していると、部屋の天井から蠅が日向に降りて来る。日陰では動きのなかった蠅たちは、日光の中では活気づき交尾までしていた。しかしながら彼らは虻や蜂のように戸外へ飛び立つことなく、なぜか病人である「私」を模すかのように部屋の日向で遊んでいる。そして、「私」が飲み干した後の牛乳瓶の中で出られなくなり、毎日2匹ずつくらい死んでいった。
「蠅と日光浴をしている男」と自称する「私」は、冬の蠅を観察するのが日課のようになっていた。病による疲労感がとれずに都会に戻りたくても戻れない「私」は、温泉地での2度目の冬を迎えていた。「私」は絶望と倦怠の日々を過ごし、日光浴をしながらも太陽を憎んでいた。生の幻影で騙し結局は自分を生かさないであろう太陽を「私」は憎んだ。
この温泉地に来る前の都会にいた冬至の頃、「私」は毎日のように部屋の窓から景色を眺め、冬の日の影や落日に愛惜を持っていた。しかし今の「私」は陽光の風景に象徴される「幸福」に傷つけられ、太陽光線の欺瞞を感じている。日向の蠅たちも「生きんとする意志」に愚昧化され、牛乳瓶の中の蠅も登っては落ちていく。
日が翳る午後になると、蠅は動きが鈍くなり、「私」が寝床につく頃には、天井に貼りついていた。昼間は、のこのこと生き返り遊んでいた蠅も、天井でじっとしている姿は本当に死んでいるかのようであった。他に宿泊客のいない夜には、その冬の蠅はより一層の「私」に深い寂寥感を起させ、あたかも自分が深夜の渓間の中の廃墟にいるような孤独な気持になった。
ある晴れた温かな日、「私」は郵便局からの帰り道で疲れ果て、ふとやって来た乗合自動車に乗り込んでしまった。それは半島の南端行きの自動車であった。「私」は心地よい車の揺れに身をまかせ、途中の3里（約12キロメートル）離れた山の中で降りて自分自身を薄暮の山へ遺棄してしまった。日がすっかり沈んでしまった後、「私」は自身の運命そのままの絶望の風景の極寒の山道を歩きながら、決然とした意志が生まれた。「私」は快い気持で、「歩け、歩け、歩き殺してしまえ」と自分を鞭打った。
夜遅く、南端の港町に「私」はいた。そこに至るまで「私」は、とある温泉地の共同温泉に浸かり食事を摂った後に、再び2里ほど離れた温泉地へ徒歩で向かおうとするが、道に迷ってしまい自動車でその港町に来たのだった。「私」は港町付近の温泉で3日ほど過ごしたが、その卑俗で薄汚い平野の風景に飽きてしまい、再び望みのない「私」の渓間の村に帰っていった。
その後「私」は何日も寝込んでしまった。「私」には放浪の後悔はなかったが、「私」の行状を知った時の知人たちの暗い気持ばかりが気になっていた。そしてふと、自分の部屋に蠅が1匹もいなくなっていたことに気づく。「私」のいない数日間、窓も開けられず日向もなく、火鉢も焚かれなかったために蠅は寒さと飢えで死んでしまっていた。
鬱屈した部屋から飛び出し自分を責め虐んでいた間、蠅たちが本当に死んでしまったことに「私」は衝撃を覚え憂鬱になった。冬の蠅と同じように、何かの気まぐれな条件が「私」を生かし、そしていつか殺してしまう気がした「私」は、そいつの幅広い背中を垣間見たように思った。それは新たに「私」の自尊心を傷つける空想であり、ますます「私」の生活に陰鬱を加えていくのを「私」は感じる。

## 登場人物
私
渓間の温泉地の宿で転地療養している小説家。牛乳瓶の中から滑って出られなくなった蠅を倦怠の気持で観察する。日光浴の後の鈍麻した感覚の中で虚無的な疲れを感じる。都会に戻れない焦燥と寂寥感で眠れない夜は、軍艦の進水式を想像し、次に小倉百人一首を一首ずつ思い出し、その意味を考える。そして最後に、考えつくかぎりの残虐な自殺の方法を空想する。
女
半島南端の港の船着き場で、誰かの名前を重々しいバスの声で呼んでいる。船の男たちを相手にしている娼婦のように思える女。
娼婦たち
「私」が入った1軒の娼家の女。船員の腕に相応しいような逞しく健康そうな女。お酌をしながら秋刀魚船の話をする。1人の女は「私」を誘うが、「私」は金だけ置いて払って出ていく。

## 作品背景
※梶井基次郎の作品や随筆・書簡内からの文章の引用は〈　〉にしています（論者や評者の論文からの引用部との区別のため）。

### 湯ヶ島の冬
『冬の蠅』の執筆から遡ること約1年半前の1926年（大正15年）の冬、梶井基次郎は同居人の三好達治の説得により転地療養を決意し、東京市麻布区飯倉片町32番地（現・港区麻布台3丁目4番21号）の下宿生活から、大晦日に伊豆の湯ヶ島に行った（詳細は冬の日 (小説)#結核の進行・血痰を参照）。
1927年（昭和2年）の年が明け、基次郎は川端康成紹介の「湯川屋」で療養生活を送りながら、東京の下宿での心境を綴った『冬の日』の執筆に勤しんでいた。春にはやや結核の病状が落ちついて当初は数か月も経てば好転すると望みをかけていたが、その後思うようには回復せず、『冬の日』も予定していたような明るい結末でなく「未完」と付された（詳細は冬の日 (小説)#永遠の未完作）。
10月、基次郎は友人の近藤直人のいる京都帝大医学部付属病院の呼吸科の医者の診察を受けた。思った以上に重症だと診断され、来春まで静養するよう通告されて補血剤を処方された。回復の淡い期待もなくなり絶望的になった後、大阪市住吉区阿倍野町（現・阿倍野区王子町）の実家に立ち寄り、家の経済状態の苦しさと両親の老いも見た基次郎は改めて職業作家への決意をした。
基次郎は湯ヶ島に戻った後、草稿「闇への書」を書き始めた（詳細は蒼穹 (小説)#作品背景を参照）。秋から冬に移行する季節の寂しさを身にしみ、〈僕は現れて来る冬景色ばかりを苦にしてゐる〉と弱気な心持になったり、日光浴や服薬で症状を抑えたりして過ごした。
こうして筆を進めていた草稿「闇への書」から『蒼穹』『筧の話』が創作されるが、『冬の蠅』も同時期の湯ヶ島での不安や絶望の心境を生かした作品に含まれ、その地で迎える2度目の冬が舞台となっている。

### 宇野千代との恋

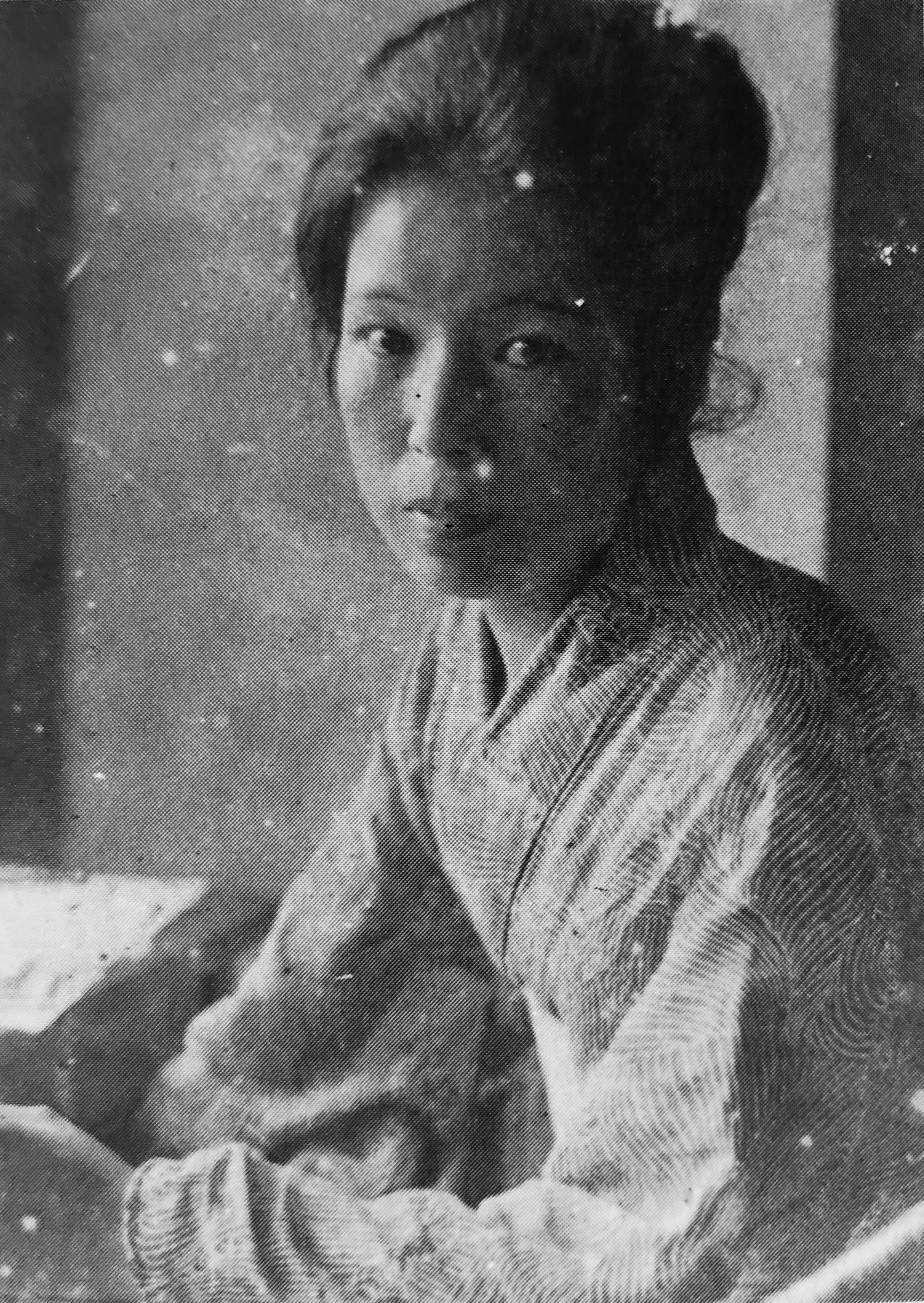
宇野千代。尾崎士郎と結婚していた時期（1926年 - 1930年）に撮影。

そうした不安や絶望の中でも、希望ともいうべきものもあった。結核の病状に悩まされ、〈絶望への情熱〉という「死」への思いを抱いた湯ヶ島での生活におけるもう一つの、「恋」という「生」への情熱だった。『冬の蠅』の中で〈生きんとする意志〉と呼んだそれが、この時期には混在していた。
1927年（昭和2年）の6月頃から、尾崎士郎とその妻の宇野千代が湯ヶ島に滞在するようになった。尾崎は2月に川端康成の宿「湯本館」を訪ねて勧められたのを機に再び来湯し、その「湯本館」の離れに千代と滞在した。それを追って、尾崎の馬込文士村仲間の広津和郎、萩原朔太郎らも続いて湯ヶ島にやって来た。
同時期には、基次郎の友人の三好達治と淀野隆三も夏休みを利用し湯ヶ島に来ていて、淀野夫婦は西平の「湯本館」、三好は西平付近の百姓家の離れを借りていた。基次郎は「湯本館」で広津和郎や萩原朔太郎らと懇意となり、自身の宿「湯川屋」に帰る道すがらで、宇野千代と初めて会った。
黒襟の半纏を着て、洗い髪の千代を見た基次郎は、艶やかな千代にたちまち惹かれた。4歳年上の千代の方は、基次郎に骨っぽい精悍な若者の印象を受けた。基次郎は自分の名前を、「よく墓次郎と間違えて書く奴があるんです」と眼を細めて笑う癖を見せ、千代のいる「湯本館」の離れに夕方になるとよく遊びに行った。
ある日、皆で千代も含めて散歩をしている時、激しい渓流の所で誰かが、こんなに瀬の強いところでは、とても泳げないなあ」と感嘆すると、結核の第三期の基次郎は笑みを浮かべて「泳げますよ。泳いでみせましょうか」と着物を脱ぎ、たちまち橋の上から飛び込んでしまった。千代は「この人は危ない」と感じ、「或る感情」を自分に持たせて気を引きたいのだなと思った。千代も基次郎の宿の部屋に遊びに行くこともあり、作品以外にも基次郎の不思議な魅力に次第に惹かれていった。
三好達治も千代に惹かれており、三好と基次郎の間に競い合いのような確執が生れた。9月になり、湯ヶ島に残ったのは、三好と千代と基次郎だけになった。ある夜には、「湯川屋」近くの猫越川で真裸の基次郎と三好が肩を組んで何やら泣き喚き、大きな石にへばりついて、まるで狂ったような叫び声を上げていたこともあった。しかしその後、三好は萩原朔太郎の妹・アイに一目惚れし、千代への関心は遠のいた。
千代が東京へ戻ると、基次郎は千代に会いたい一心で何度か上京することもあり、周囲にも基次郎の本気の恋は気づかれていた。中谷孝雄の家に泊った基次郎は、宇野千代宛ての長い手紙を書いていたという。ある日には、すぐ湯ヶ島へ帰ると言いながらソワソワして、袖のほころびを見つけた平林英子（中谷の妻）が、縫ってあげると言うのをぎこちなく断わり、それまでにないような素ぶりで馬込文士村に出かけていった。
基次郎と千代はお互い惹かれ合い、千代は基次郎のことを尊敬していた。千代と親しかった詩人の衣巻省三によると、むしろ恋多き女の千代の方が積極的であったという。なお2人が交わした多くの書簡や、千代に関する基次郎のノートは遺されていない。
千代と基次郎の噂が届いていた馬込文士村の或る一夜、尾崎と基次郎の確執は深まり、ついに大喧嘩直前までいった危うい事件もあった（詳細は梶井基次郎#宇野千代をめぐってを参照）。その事件の夜、基次郎は宿泊した萩原朔太郎の家で一晩中血反吐を吐き、翌朝湯ヶ島へ帰っていった。

### 天城越えから下田へ

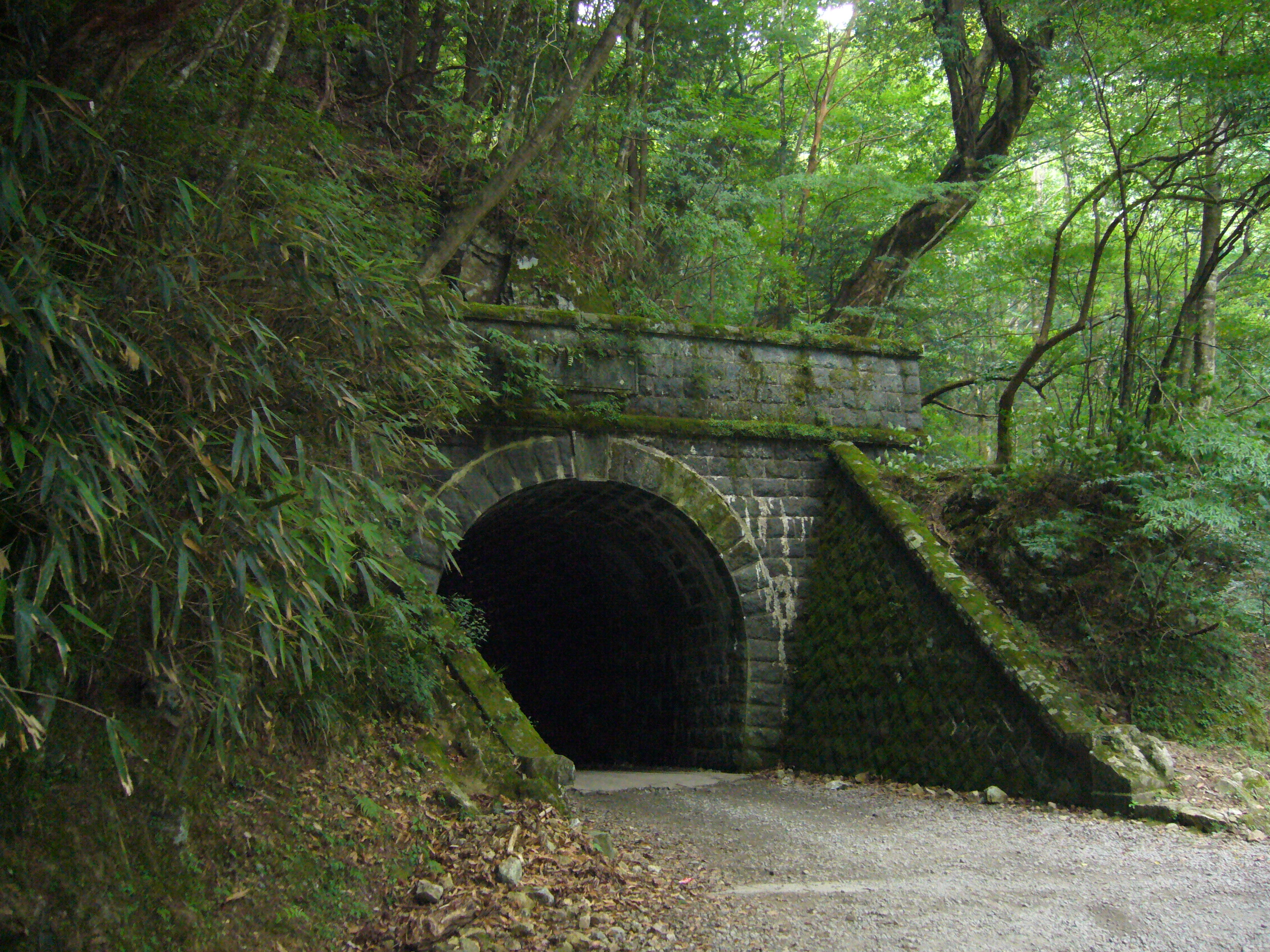
天城トンネル（作中では「峠の隧道」として描かれトンネルを出たところで乗合自動車を降りている）

第2章で描かれる〈私は腑甲斐ない一人の私を、人里離れた山中へ遺棄してしまつた〉という峠越えの挿話は、天城トンネルから湯ヶ野まで歩いて、翌日に下田港、蓮台寺、河内村（現・稲生沢村）まで廻った気まぐれな放浪のことである。これと類似する同様の挿話は『闇の絵巻』でも触れられている（詳細は闇の絵巻#天城越えを参照）。
普段着の軽装のまま、暗い情念に突き動かされて衝動的に敢行してしまったこの道程は、冬季と春季の違いはあるが川端康成の『伊豆の踊子』と同じコースであった。この放浪の少し前、北野中学時代の同級生・小西善次郎（川端康成の遠縁）が不意に基次郎を訪ねてきて、小西から『伊豆の踊子』を案内記に天城越えに挑戦した話を聞いていた。
ちなみに、1928年（昭和3年）3月頃にも、藤沢桓夫と一緒に散歩の途中で場当たり的に乗合バスに乗り、湯ヶ野温泉で降りて宿で休息してから再びバスで下田まで行ったこともあった。2人は下田の式守旅館に1泊してビリヤードなどで遊び、翌日下賀茂温泉まで10キロ歩いて途中の果樹園でメロンを買い、宇野千代への手土産にした。帰りは湯ヶ島までバスで戻った。この間「湯川屋」では、2人が自殺したのではないと心配して捜索願が出され、警察や消防団も来て大騒ぎになっていた。
なお、大谷晃一は、この藤沢桓夫とのバスの放浪旅を1927年（昭和2年）11月のものと推定し、放浪は1回だけだったと捉えているが、鈴木貞美や柏倉康夫の推敲により、藤沢が再湯した時期や、基次郎が徒歩で闇の天城越えをしたという書簡の信憑性が重視され、藤沢との旅と1人旅は別のものだと判断されている。

## 作品評価・研究
※梶井基次郎の作品や随筆・書簡内からの文章の引用は〈　〉にしています（論者や評者の論文からの引用部との区別のため）。
『冬の蠅』は梶井基次郎の代表作の中でも評価が高く、近代日本文学史の中でも名作と位置付けられているが、初出当時は文壇からの批評はなく、ほぼ無視されていた。しかし作品集『檸檬』刊行で文芸評論家の目にとまり徐々に評価されていった。作品構造的には、作品冒頭で作者の存在が明示されている点が、他の梶井作品からみると異例である。作品的に高い評価ながら、他の代表作『冬の日』『闇の絵巻』などと比べると本格的な論究は少ない。
小林秀雄は、「梶井氏の暗鬱は明朗から直接に流れ出たもの」として、以下のように『冬の蠅』を寸評している。
河上徹太郎は、ボードレールの「倦怠」精神（『悪の華』）を表現した梶井文学の近代性に触れ、基次郎の出現により「〈西欧風〉な文脈の啓示が与へられた」として、『冬の蠅』の序章が「〈日本的〉センスを持った厳密な名文」でありながらも、その「密度の細かさ」は日本美術の細密画のような空間的・視覚的なもの（観察によるもの）でなく、「時間的・音楽的なもの」、「意識の流れに沿って生きたもの」だと解説している。
そしてそれは、「描いた」のではなく、「自分の生きる時間で測った」ところに鮮やかさがあり、従来の日本文学になかった「劃期的なもの」があるとして、基次郎がプルーストも読んでいたことも鑑みながら、『冬の蠅』や『闇の絵巻』などに定着されている「意識の流れ」について、「単なる日本的抒情といったのではすまされない近代文学の原型」が見られると河上は評している。
武田泰淳は、死にかけている冬の蠅の微妙な変化を凝視し、〈死んだやう〉という言葉が何度も繰り返されている描写を「ピアノ弾奏者の微妙な指さき」のようと譬えつつ、「文章の構造にヴァリエイションをあたえるようにして、効果的なリフレインがつづく」と評して、こういった美しい効果は、基次郎の秀でた「意志と凝視力」によるものと解説している。そしてそれとはまた異なる趣の繰り返しが見られる『冬の日』の、〈何をしに自分は来たのだ〉という3回のリフレインとの効果の違いに触れて解説している（詳細は冬の日 (小説)#作品評価・研究を参照）。
河原敬子は、『冬の蠅』の「ゼロ段落」（序章）での〈一篇の小説を書かうとしてゐる〉という形で導入する自覚的な意味と、その後の章における〈私〉の内面の基本構造や多様な手法を使った筋の流れを考察し、〈私〉が結末に向けて「一人の人間が追い詰められる生の転換点」に立たされ、「これまでの生を打ち破るしかない」状況になっていくことを解説しながら、「自意識を超える世界に人間の実在があること」を小説で寓意的に描いてみせているのが『冬の蠅』の構造だとしている。
そして河原は、同様に「死の運命」「自意識」を扱った先行作品の『蒼穹』『筧の話』にはなかった「他者」（港町の娼婦など）の現実に触れている点を鑑みながら、基次郎が本当の意味での「小説」を新たに構築することを模索していたことを指摘している。
柏倉康夫は、『冬の蠅』で基次郎が描きたかったものを「人間の存在をこえたある力、運命と呼べば呼べるもの」に他ならないとし、主人公の〈私〉が〈其奴の幅広い背を見たやうに思つた〉と表現されているが、それは「諦念」に捉われているわけではなくて「彼もまた日向の中で生き返る冬の蠅のように、運命は運命として命あるかぎりそれを生き抜こう」としていると考察している。

## おもな収録刊行本

### 単行本
- 『檸檬』（武蔵野書院、1931年5月15日） 
  - 題字：梶井基次郎。四六判。厚紙装。機械函。総271頁
  - 収録作品：「檸檬」「城のある町にて」「泥濘」「路上」「過去」「雪後」「ある心の風景」「Kの昇天―或はKの溺死」「冬の日」「櫻の樹の下には」「器楽的幻覚」「筧の話」「蒼穹」「冬の蠅」「ある崖上の感情」「愛撫」「闇の絵巻」「交尾」
- 『檸檬 梶井基次郎創作集』（武蔵野書院・稲光堂書店、1933年12月1日） 
  - 四六判。ボール紙函。総271頁
  - 収録作品：「檸檬」「城のある町にて」「泥濘」「路上」「過去」「雪後」「ある心の風景」「Kの昇天」「冬の日」「櫻の樹の下には」「器楽的幻覚」「筧の話」「蒼穹」「冬の蝿」「ある崖上の感情」「愛撫」「闇の絵巻」「交尾」
- 『城のある町にて』〈創元選書33〉（創元社、1939年11月29日） 
  - 編集・あとがき：三好達治。四六判。薄紙装。紙カバー。総304頁
  - 収録作品：「檸檬」「城のある町にて」「泥濘」「路上」「過去」「雪後」「ある心の風景」「Kの昇天」「冬の日」「櫻の樹の下には」「器楽的幻覚」「蒼穹」「筧の話」「冬の蝿」「ある崖上の感情」「愛撫」「闇の絵巻」「交尾」「のんきな患者」
- 『檸檬』（十字屋書店、1940年12月20日）
  - 四六判。厚紙装。紙カバー。総271頁
  - 収録作品：「檸檬」「城のある町にて」「泥濘」「路上」「過去」「雪後」「ある心の風景」「Kの昇天」「冬の日」「櫻の樹の下には」「器楽的幻覚」「筧の話」「蒼穹」「冬の蝿」「ある崖上の感情」「愛撫」「闇の絵巻」「交尾」
- 『梶井基次郎集』（新潮文庫、1950年11月25日。改版1967年12月10日、2003年10月30日）ISBN 978-4101096018
  - カバー装幀：船坂芳助。A6判。仮製本。紙カバー
  - 解説：淀野隆三
  - 収録作品：「檸檬」「城のある町にて」「泥濘」「路上」「橡の花」「過古」「雪後」「ある心の風景」「Kの昇天」「冬の日」「桜の樹の下には」「器楽的幻覚」「蒼穹」「筧の話」「冬の蝿」「ある崖上の感情」「愛撫」「闇の絵巻」「交尾」「のんきな患者」
  - ※1967年12月の改版より『檸檬』と改題。
- 『檸檬・冬の日 他九篇』（岩波文庫、1954年4月25日。改版1985年6月）ISBN 978-4003108710
  - 装幀：精興社。A6判。仮製本。紙カバー
  - 解説：佐々木基一。淀野隆三「本書の校訂について」。略年譜。
  - 収録作品：「檸檬」「城のある町にて」「ある心の風景」「冬の日」「筧の話」「冬の蝿」「闇の絵巻」「交尾」「のんきな患者」「瀬山の話」「温泉」
- 『檸檬・ある心の風景 他二十篇』（旺文社文庫、1972年12月10日） ISBN 978-4010611241
  - 挿絵：石岡瑛子。A6判。仮製本。カバー
  - 解説：石川弘。付録：坂上弘「季節感について」。平林英子「思い出は遙かに」
  - 収録作品：「檸檬」「城のある町にて」「泥濘」「路上」「過古」「雪後」「ある心の風景」「Kの昇天」「冬の日」「蒼穹」「筧の話」「冬の蝿」「ある崖上の感情」「櫻の樹の下には」「愛撫」「闇の絵巻」「交尾」「のんきな患者」「闇の書」「海」「温泉」
- 復刻版『檸檬』（日本近代文学館、1974年9月20日）
  - ※ 精選名著複刻全集シリーズ。収録作品は初版と同じ。
- 『ザ・基次郎――梶井基次郎全作品全一冊』（第三書館、1985年10月15日） ISBN 978-4807485109
  - 菊判。仮装本
  - 収録作品：
    - 〔小説〕：「檸檬」「城のある町にて」「泥濘」「路上」「橡の花」「過古」「雪後」「ある心の風景」「Kの昇天」「冬の日」「桜の樹の下には」「器楽的幻覚」「蒼穹」「筧の話」「冬の蝿」「ある崖上の感情」「愛撫」「闇の絵巻」「交尾」「のんきな患者」
    - 〔遺稿・習作〕：「母親」「奎吉」「矛盾の樣な真実」「『檸檬』を挿話とする断片」「夕凪橋の狸」「太郎と街」「瀬山の話」「犬を売る露店」「雪の日」「家」「栗鼠は籠にはいつてゐる」「闇への書」「闇の書」「雲」「奇妙な手品師」「猫」「琴を持つた乞食と舞踏人形」「海」「籔熊亭」「温泉」「貧しい生活より」「不幸」「卑怯者」「大蒜」「鼠」「カッフェー・ラーヴェン」「瀬戸内海の夜」「汽車」「凧」「河岸」「攀じ登る男」「薬」「交尾」「詩」「彷徨」「帰宅前後」「小さき良心」「裸像を盗む男」
    - 〔批評・感想〕：「青空同人印象記」「川端康成第四短篇集「心中」を主題とせるヴァリエイション」「六号記」「『新潮』十月新人号小説評」「『青空語』への感想」「『亞』の回想」「『戦旗』『文藝戦線』七月号創作評」「『青空』のことなど」「詩集『戦争』」「『親近』と『拒絶』」
    - 〔日記、書簡〕：日記、書簡
- 英文版『The youth of things : life and death in the age of Kajii Motojirō』（University of Hawaii Pres、2014年2月） ISBN 978-0824838409
  - 翻訳：Stephen Dodd
  - 収録作品：檸檬（Lemon）、泥濘（Mire）、路上（On the Road）、過古（The past）、雪後（After the Snow）、ある心の風景（Landscapes of the Heart）、Kの昇天（The Ascension of K, or K's Drowning）、冬の日（Winter Days）、櫻の樹の下には（Under the Cherry Trees）、器楽的幻覚（Instrumental Illusions）、筧の話（The Story of the Bamboo Pipe）、蒼穹（Blue Sky）、冬の蝿（Winter Flies）、ある崖上の感情（Certain Feelings on a Cliff Top）、愛撫（Caress）、闇の絵巻（Scroll of Darkness）、交尾（Mating）、のんきな患者（The Carefree Patient）

### 全集
- 『梶井基次郎全集上巻』（六蜂書房、1934年3月24日） - 限定500部
  - 装幀：清水蓼作。染色者：梅原勝次郎。菊判変型厚・紙装。紙函。口絵写真：梶井基次郎（大正13年3月）、梶井基次郎筆蹟「温泉」原稿
  - 付録：淀野隆三・中谷孝雄「編集者の詞」
  - 収録作品：「母親」「奎吉」「矛盾の樣な真実」「『檸檬』を挿話とする断片」「夕凪橋の狸」「太郎と街」「瀬山の話」「犬を売る露店」「檸檬」「城のある町にて」「泥濘」「路上」「雪の日」「橡の花」「家」「過去」「雪後」「ある心の風景」「Kの昇天―或はKの溺死」「冬の日」「栗鼠は籠にはいつてゐる」「櫻の樹の下には」「器楽的幻覚」「闇への書」「蒼穹」「筧の話」「雲」「冬の蝿」「奇妙な手品師」「ある崖上の感情」「猫」「愛撫」「闇の絵巻」「琴を持つた乞食と舞踏人形」「海」「交尾」「籔熊亭」「のんきな患者」「温泉」
- 『梶井基次郎全集全1巻』（ちくま文庫、1986年8月26日）ISBN 978-4480020727
  - 装幀：安野光雅。A6判。仮製本。紙カバー
  - 解説：高橋英夫「存在の一元性を凝視する」。宇野千代「あの梶井基次郎の笑ひ声」
  - 収録作品：「檸檬」「城のある町にて」「泥濘」「路上」「椽の花」「過古」「雪後」「ある心の風景」「Kの昇天」「冬の日」「蒼穹」「筧の話」「器楽的幻覚」「冬の蝿」「ある崖上の感情」「桜の樹の下には」「愛撫」「闇の絵巻」「交尾」「のんきな患者」「詩二つ」「小さき良心」「不幸」「卑怯者」「大蒜」「彷徨」「裸像を盗む男」「鼠」「カッフェー・ラーヴェン」「母親」「奎吉」「矛盾の様な真実」「瀬戸内海の夜」「帰宅前後」「太郎と街」「瀬山の話」「夕凪橋の狸」「貧しい生活より」「犬を売る露店」「冬の日」「汽車 その他」「凧」「河岸 一幕」「攀じ登る男 一幕」「栗鼠は篭にはいっている」「闇の書」「夕焼雲」「奇妙な手品師」「猫」「琴を持った乞食と舞踏人形」「海」「薬」「交尾」「雲」「籔熊亭」「温泉」
- 『梶井基次郎 1901-1932』〈ちくま日本文学全集024〉（ちくま文庫、1992年1月20日）  
  - 装幀：安野光雅。A6判。仮製本。紙カバー
  - 解説：群ようこ「五感の刺激」
  - 収録作品：「檸檬」「鼠」「栗鼠は籠にはいっている」「器楽的幻覚」「愛撫」「桜の樹の下には」「闇の絵巻」「交尾」「Kの昇天」「ある崖上の感情」「母親」「奎吉」「大蒜」「夕凪橋の狸」「城のある町にて」「泥濘」「路上」「橡の花」「過古」「雪後」「ある心の風景」「冬の日」「温泉抄」「蒼穹」「筧の話」「冬の蠅」「のんきな患者」「手紙より」
- 『梶井基次郎全集第1巻 作品・草稿』（筑摩書房、1999年11月） ISBN 978-4480704115
  - 装幀：中山銀士。題簽：梶井基次郎。A5変型判。函入
  - 収録作品：
    - 〔小説〕：「檸檬」「城のある町にて」「泥濘」「路上」「過古」「雪後」「ある心の風景」「Kの昇天」「冬の日」「桜の樹の下には」「器楽的幻覚」「筧の話」「蒼穹」「冬の蝿」「ある崖上の感情」「愛撫」「闇の絵巻」「交尾」「のんきな患者」
    - 〔批評・感想〕：「『新潮』十月新人号小説評」「『亞』の回想」「淺見淵君に就いて」「『戦旗』『文藝戦線』七月号創作評」「『青空』のことなど」「詩集『戦争』」「『親近』と『拒絶』」「講演会 其他」「編集後記（大正15年3月号）」「編集後記（大正15年4月号）」「青空同人印象記」「編集後記（大正15年9月号）」「『青空語』に寄せて」「編集後記（昭和2年1月号）」
    - 〔遺稿・習作・感想〕：「奎吉」「矛盾の樣な真実」「太郎と街」「橡の花――或る私信」「川端康成第四短篇集「心中」を主題とせるヴアリエイシヨン」
    - 〔作文、詩歌・戯曲草稿、断片〕：「秋の曙」「秘やかな楽しみ」「秋の日の下」「愛する少女達」「河岸（一幕）」「永劫回歸」「攀じ登る男（一幕）」「凱歌（一幕）」
    - 〔小説草稿、断片群、草稿〕：「小さき良心」「喧嘩」「鼠」「裸像を盗む男」「不幸」「帰宅前後」「卑怯者」「彷徨」「彷徨の一部発展」「大蒜―水滸伝」「母親」「矛盾の様な真実」「奎吉」「カッフェー・ラーヴェン」「瀬戸内海の夜」
- 『梶井基次郎』〈ちくま日本文学028〉（ちくま文庫、2008年11月10日） ISBN 978-4480425287
  - 装幀：安野光雅。A6判。仮製本。紙カバー
  - 解説：群ようこ「五感の刺激」
  - 収録作品：「檸檬」「鼠」「栗鼠は籠にはいっている」「器楽的幻覚」「愛撫」「桜の樹の下には」「闇の絵巻」「交尾」「Kの昇天」「ある崖上の感情」「母親」「奎吉」「大蒜」「夕凪橋の狸」「城のある町にて」「泥濘」「路上」「橡の花」「過古」「雪後」「ある心の風景」「冬の日」「温泉抄」「蒼穹」「筧の話」「冬の蠅」「のんきな患者」「手紙より」
  - ※1992年1月の〈ちくま日本文学全集024〉と同内容。

### アンソロジー
- 『現代文学代表作全集 第1巻』（萬里閣、1948年7月1日）
  - 装幀：由良玲吉。B6判。厚紙装。紙カバー
  - 編集：広津和郎、豊島与志雄、徳永直、高見順、林芙美子、佐多稲子
  - 収録作品：芥川龍之介「歯車」、池谷信三郎「橋」、織田作之助「夫婦善哉」、岡本かの子「金魚撩亂」、葛西善蔵「湖畔手記」、梶井基次郎「冬の蠅」、片岡鉄兵「尼寺の記」、加能作次郎「乳の匂い」、嘉村磯多「崖の下」、上司小劍「鱧の皮」
- 『青春の屈折 上巻――全集 現代文学の発見 第14巻』（学芸書林、1968年7月10日。愛蔵版1976年5月。新装版2005年1月）
  - 装幀：粟津潔。四六判。薄紙装。機械函
  - 編集：大岡昇平、佐々木基一、埴谷雄高、花田清輝、平野謙
  - 解説：長田弘
  - 収録作品：梶井基次郎「冬の蠅」、中島敦「かめれおん日記」、堀辰雄「恢復期」、伊藤整「若い詩人の肖像」、中野重治「歌のわかれ」、高見順「故旧忘れ得べき」、坂口安吾「古都」「真珠」、太宰治「ダス・ゲマイネ」、檀一雄「花筐」、立原道造「萱草に寄す」、井上立士「編隊飛行」、田宮虎彦「琵琶湖疏水」、西原啓「焦土」、日本戦没学生記念会編「きけわだつみのこえ」日本戦没学生の手記 (抄)
- 『動物たちの物語――ちくま文学の森』（筑摩書房、1989年1月）
  - 編集：安野光雅、森毅、井上ひさし、池内紀
  - 収録作品：三好達治「猫」、北原白秋「銀のやんま」、吉野せい「春」、正岡子規「蝶」、鏑木清方「こおろぎ」、佐藤春夫「蝗の大旅行」、尾崎一雄「虫のいろいろ」、梶井基次郎「冬の蠅」、野尻抱影「悲しい山椒ノ魚」、ヒメネス「プラテーロとぼく(抄)」（長南実訳）、コレット「リス」（堀口大学訳）、夏目漱石「文鳥」、島木健作「黒猫」、ヘミングウェイ「大きな二つの心臓の川」（北村太郎訳）、ファーブル「蝉ー変態（羽化）」（林達夫、山田吉彦訳）、小泉八雲「蚊」（平井呈一訳）、ハドソン「スカンク」（岩田良吉訳）、吉田健一「マンモスは生きている」、花田清輝「ナマズ考」、森銑三「猫が物いう話」「猫の踊」、岡本綺堂「蛇精」、夢野久作「髪切虫」、内田百閒「豹」「鯉」、カフカ「雑種」（池内紀訳）、辻まこと「スキー場で」、J・クラルテェ「猿」（森鷗外訳）、中勘助「雁の話」、エーメ「ウシ」（鈴木力衛訳）、J・コリア「名優ギャヴィン・オリアリ」（中西秀男訳）、ペロー「猫の親方あるいは長靴をはいた猫」（澁澤龍彦訳）、M・ブデル「毛虫の舞踏会」（堀口大学訳）、宮沢賢治「やまなし」
- 『静岡』〈ふるさと文学館 第26巻〉（ぎょうせい、1994年12月15日）
  - 装幀：アルク。A5判。厚布装。貼函
  - 編集：藤沢全。監修：水上勉、三浦哲郎、松永伍一、阿刀田高
  - 付録：藤沢全「作家紹介」「風土と歴史」「文学者群像」
  - 収録作品：尾崎士郎「河鹿」、梶井基次郎「冬の蠅」、島木健作「赤蛙」、松本清張「天城越え」、夏目漱石「思い出す事など」、吉田絃二郎「修善寺行」、川端康成「伊豆の娘」、木下杢太郎「伊豆伊東」、荻原井泉水「海上雲遠」、西条八十「幽星」、三好達治「峠」「紅花一輪」、井上靖「猟銃」「瞳」、福永武彦「ひそかなるひとへのおもひ」「続・ひそかなるひとへのおもひ」、橋本英吉「富士山頂」、新田次郎「殉職」、中西悟堂「富士探鳥行」、草野心平「富士山 作品第参」「富士山作品第肆」、大岡信「産卵せよ富士」、野口米次郎「自然の慈悲」、高村光太郎「晴天に酔ふ」、太宰治「老ハイデルベルヒ」、芹沢光治良「我入道」、島木健作「熱海土産」、志賀直哉「熱海と東京」、井伏鱒二「南豆荘の将棋盤」、土屋文明「田児の浦」、木下杢太郎「ふるさと」、大岡信「うたのように」、金井廣「少年よ」、藤枝静男「硝酸銀」、小川国夫「試みの岸」、井上靖「孤猿」、吉田知子「無明長夜」、小出正吾「蛙の鳴く頃」、中勘助「名月」、田中冬二「雨」、下母沢寛「清水の次郎長」、江崎惇「次郎長の子分たち」、村松友視「鉄舟の鉄舟寺VS.樗牛の龍華寺」、菊池寛「三浦右衛門の最後」、十一谷義三郎「唐人お吉」、綱淵謙錠「下田の吉田松蔭」、杉本苑子「影絵」、安西篤子「頼家の悲劇」、多岐川恭「東海道島田宿」、中村真一郎「駿遠歴史散歩」
- 『文士たちの時代――短編名作選1925-1945』（笠間書院、1999年4月25日）
  - A5判。仮製本。紙カバー
  - 編集：平林文雄、堀江晋、斎藤順二、五十嵐謙介
  - 付録：「短編名作選」関係文学史年表
  - 収録作品：葛西善蔵「バカスカシ」、黒島伝治「橇」、梶井基次郎「冬の蠅」、中野重治「春さきの風」、林芙美子「清貧の書」、山本有三「チョコレート」、坂口安吾「村のひと騒ぎ」、嘉村礒多「神前結婚」、堀辰雄「顔」、川端康成「禽獣」、尾崎一雄「暢気眼鏡」、牧野信一「鬼涙村」、岡本かの子「川」、小林秀雄「西行」、中島敦「名人伝」、太宰治「桜桃」、伊藤整「三度目の話」、井伏鱒二「普門院さん」
- 『白――百年文庫68』（ポプラ社、2011年3月）
  - 収録作品：梶井基次郎「冬の蠅」、中谷孝雄「春の絵巻」、北条民雄「いのちの初夜」